# Токарєв Федір Васильович
Федір Васильович Токарєв (нар. 2 (14) червня 1871, станиця Мечетинська, Область Війська Донського, Російська імперія — пом. 7 червня 1968, Москва, Російська РФСР, СРСР) — радянський конструктор стрілецької зброї. Найбільш відомі розробки: пістолет ТТ і гвинтівка СВТ-38/40. Герой Соціалістичної Праці. Лауреат Сталінської премії першого ступеня.

## Біографія
Народився 2 (14) червня 1871 року в станиці Мечетинській Черкаського округу області Війська Донського (нині Зерноградський район Ростовської області).
Дід Федора Васильовича, Степан Токарєв, був донським козаком станиці Єгорлицької. Батько Федора, Василь Токарєв, залишився сиротою на п'ятому році життя. Маленького Васю і сестричку його, Махаю, прихистив їх дядько по матері, козак тієї ж станиці, Євдоким Черкесов. Ледь Василь досяг повноліття, дядько відвіз його в станицю Мечетинську і одружив на своїй племінниці Юхим'ї, єдиній доньці господарського козака Петра Артемійовича Пономарьова. У Василя та Юхим'ї Токарєвих була велика сім'я, але з багатьох дітей у живих залишилося троє — Наталя, Федір та Уляна.. У 8—річному віці Федір вступив до церковно-приходської школи, де навчався один рік. Батько сказав: «Молодець, Федька, перевершив науки! Більше козакові і не потрібно, тепер будеш допомагати мені по господарству. Будя!». Федір змушений був залишити школу.
Навесні 1882 року, коли Федору йшов одинадцятий рік, сім'я Токарєвих переїхала з Мечетинської до рідної станиці батька — Єгорликської. Наприкінці літа Федір навчався ковальства та підробляв у місцевій кузні. Тут навчився він і слюсарній майстерності, покрівельній та малярській справі. Тут зустрів засланого на Дон зброяра Волкова.
У 1885 році в станиці Єгорлицькій відкрилося двокласне училище, з п'ятирічним навчанням. В училищі ще було відділення ручної праці. На запрошення станичного правління прибув відомий на Дону слюсар-зброяр Олексій Васильович Краснов. Йому доручили організувати слюсарну майстерню при станичній школі. Виявилося, що реміснича майстерня організовувалася для учнів третіх і четвертих класів, а Федір провчився всього одну зиму. Батькові не хотілося втратити випадок віддати сина до навчання ремеслу і він тут же відправився до майстра Краснова показавши деякі вироби Федора.
Олексій Краснов погодився взяти Федора до себе на навчання ремеслу із звільненням від відвідування загальноосвітнього класу. Краснов прищепив Федору любов до збройової справи, допоміг вступити до Новочеркаської Військово-ремісничої школи (НВРШ) (із загальноосвітніх предметів в обсязі чотирикласного училища Токарєва готував племінник Краснова і товариш Федора Олексій Чаусов). Федір був прийнятий до Військово-ремісничої школи на ковальське відділення. За роботою в кузні його побачив викладач збройового відділення, відомий на Дону збройовий конструктор Олександр Євстафійович Чорнолихов. З переходом на збройне відділення життя Федора у Військово-ремісничій школі рішуче змінилося. Незважаючи на похилий вік, Чорнолихов з великим захопленням навчав молодь збройовій справі. Дипломна робота Федора Токарєва «Мисливська одноствольна куркова рушниця калібру в 5 ліній» отримала найкращу оцінку. Школу Токарєв закінчив з відзнакою і залишився при ній як помічник Чорнолихова.
У Новочеркаську Федір познайомився з вчителькою Діною Коршуновою. І Домініка Федорівна стала дружиною, другом і помічником Токарєва. Після закінчення школи Токарєв отримав звання нестроевого старшого розряду і кваліфікацію майстра першого розряду. Це давало йому право на заняття в будь-якій частині посади полкового збройового майстра.
Восени наступного року Токарєв отримав призначення збройовим майстром до 12-го Донського козацького полку, що перебував тут же, в Новочеркаську. Незабаром полк перевели в Торчин. Там Токарєва призначили збройовим майстром. Восени наступного року полк перекинули до австрійського кордону, в містечко Радивилів, розташоване поблизу залізниці Київ — Львів. Весною 1895 року, виїхавши до Рівного, Токарєв здав необхідний іспит в реальному училищі. Це дало йому право піти з полку.
Влітку з Новочеркаська прийшов запит — його запрошували викладачем збройознавства до Військово-ремісної школи на місце Чернолихова, який пішов у відставку. Федір прийняв запрошення і наприкінці осені 1896 виїхав до Новочеркаська. Незабаром з'ясувалося, що в своїй майстерні Федір Васильович не мав права робити ніякої роботи без відома і дозволу керівництва. Токарєву довелося пропрацювати в школі всього два роки, бо збройне відділення було ліквідовано.
У 1898 році Федір успішно витримав іспити і був прийнятий до Новочеркаського юнкерського училища. Під час випуску з училища він отримав чин підхорунжого, а через шість місяців служби мав стати хорунжим, тобто офіцером. У серпні 1900 року Токарєв прибув до 12-го Донського козацького полку, що розташовувався раніше в Радзивілові. Служив офіцером у 6-й сотні. Згодом, Федора Токарєва перевели в хорунжі, а в січні 1891 був призначений завідувачем збройової майстерні.
У серпні 1907 року Токарєва відрядили до Офіцерської стрілецької школи в Оранієнбаум, до зброярської майстерні, на полігоні якої створювалися і випробовувалися зразки стрілецької зброї. Там він розробив зразок автоматичної гвинтівки, виготовленої шляхом переробки гвинтівки Мосіна. 7 липня 1908 в тирі Збройового полігону офіцерською школи відбулося перше випробування гвинтівки. В офіційному акті повідомлялося:
«З автоматичної гвинтівки системи сотника 12-го Донського козацького полку Токарєва було випущено п'ять патронів. Після кожного пострілу гільза викидалася, новий патрон вводився до патронника і затвор закривався. Під час стрілянини було три осічки, але вони потім давали постріл».

Збройовий відділ Артилерійського комітету знайшов ідею системи правильною та вартої уваги.

### Робота на Сестрорєцькому заводі
Після закінчення курсу Офіцерської стрілецької школи з дозволу військового міністра з 10 вересня 1908 по 17 липня 1914 року Токарєв був прикомандирований до Сестрорєцького збройового заводу для виготовлення за зразком нового примірника автоматичної гвинтівки. На Сестрорєцькому заводі Токарєв особисто, як простий слюсар, виробляв найбільш відповідальні деталі гвинтівок. Він розробив зразки автоматичної зброї.
Гвинтівка Токарєва, перероблена з трилінійної гвинтівки Мосіна на автоматичну, пройшла комісійні та польові випробування. За цей проект Токарєв отримав премію у розмірі 1000 рублів від канцелярії Військового міністерства. Комісія з виробництва зразка автоматичної гвинтівки замовила 10 примірників таких гвинтівок. Токарєв спроектував і виготовив абсолютно новий зразок автоматичної гвинтівки, представивши його у лютому 1912 року на випробування. Комісія зазначила, що новий зразок значно досконаліший зразка, представленого в 1910 році. У грудні 1912 р. Токарєв представив Комісії ще більш поліпшений зразок. У результаті почалося швидке виготовлення на Сестрорєцькому заводі, при особистій участі Токарєва, 12 автоматичних гвинтівок. До липня 1914 року були виготовлені майже всі частини гвинтівок, залишалося приступити до складання і налагодження. Але почалася світова війна, і Токарєв мав відправитися до розпорядження окружного отамана Донецького округу для подальшого призначення в полк.

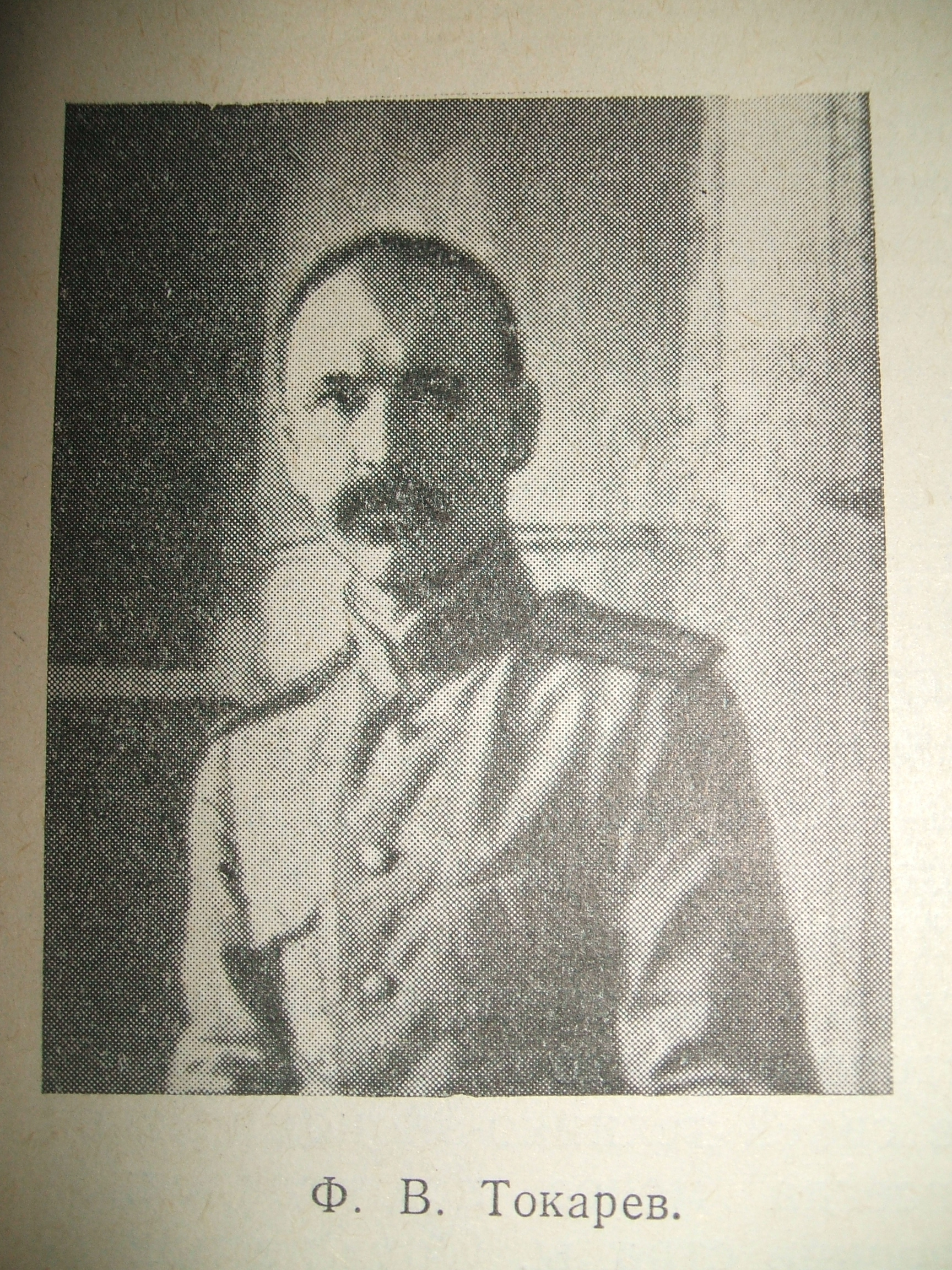
Осавул 29-го Донського козацького полку Ф. В. Токарєв

На фронті Токарєв перебував близько півтора років, командував сотнею в 29-му Донському козацькому полку і за відмінність у справах отримав п'ять бойових орденів.
4 січня 1916 року за приписом Головного артилерійського управління осавул Токарєв знову був відправлений у розпорядження начальника Сестрорєцького збройового заводу та призначений завідувати відділом повірки та складання заводських виробів. Одночасно йому було доручено керівництво складанням тих 12 автоматичних гвинтівок його системи, що залишилися незакінченими в 1914 році.
 

### Робота на Іжевському і Тульському збройових заводах
Влітку 1917 року Рада робітничих депутатів Сестрорєцького заводу обрала Ф. В. Токарєва на посаду технічного керівника зразкової майстерні. У липні 1919 року розпорядженням Надзвичайної комісії з постачання Червоної Армії Токарєв був відряджений на збройовий завод до Іжевська, тільки що залишений військами Колчака. У липні 1920 року через помилки працівниці, яка переплутала маркування сталей, була зірвана місячна програма виробництва гвинтівок (брак доходив до 90 %). Токарєва як старшого інженера, який завідував технічною частиною заводу, притягнули до суду Військово-революційного трибуналу, засудили до смертної кари і відправили в Казань. Однак там вирок був переглянутий на 15 років тюремного ув'язнення. Але вже в жовтні 1920 року Токарєва звільнили, і він повернувся на Іжевський завод. Влітку 1921 року з ініціативи начальника Вищої стрілецької школи Філатова був організований конкурс-випробування автоматичних гвинтівок. Зразок системи Токарєва в ході випробувань показав найкращі результати. Головком РСЧА Михайло Фрунзе представив гвинтівку та її конструктора наркомвоєнмору Троцькому, і той схвалив зразок. 27 жовтня 1921 року Токарєва «згідно з висновком Арткома і особистих вказівок Л. Д. Троцького» направили на Тульський збройовий завод для спостереження за виготовленням 10 дослідних екземплярів автоматичної гвинтівки.
З 1921 року Токарєв працював на Тульському збройовому заводі. У 1924 році на основі конструкції станкового кулемета Максима він розробив ручний кулемет Максима-Токарєва, який 26 травня 1925 року був прийнятий на озброєння Червоної армії. У 1926 році Токарєв розробив новий варіант кулемета Максима для застосування в авіації, який замінив кулемет Віккерса. У 1927 році розробив перший вітчизняний пістолет-кулемет під револьверний патрон — пістолет-кулемет Токарєва зразка 1927 року.
Федір Васильович Токарев нерідко виходив переможцем відкритих конкурсів на кращі зразки зброї. Так, наприкінці 1920-х років ряд конструкторів стрілецької зброї (С. О. Коровін, С. О. Прилуцький та інші) працював над пістолетами. Брав участь у цій роботі і Токарєв. З 25 червня по 13 липня 1930 року комісія під головуванням В. Ф. Грушецького проводила полігонні випробування 7,62-мм пістолетів Коровіна, Прилуцького та Токарєва паралельно з випробуванням найкращих іноземних зразків систем Люгера, Браунінга, Маузера тощо.

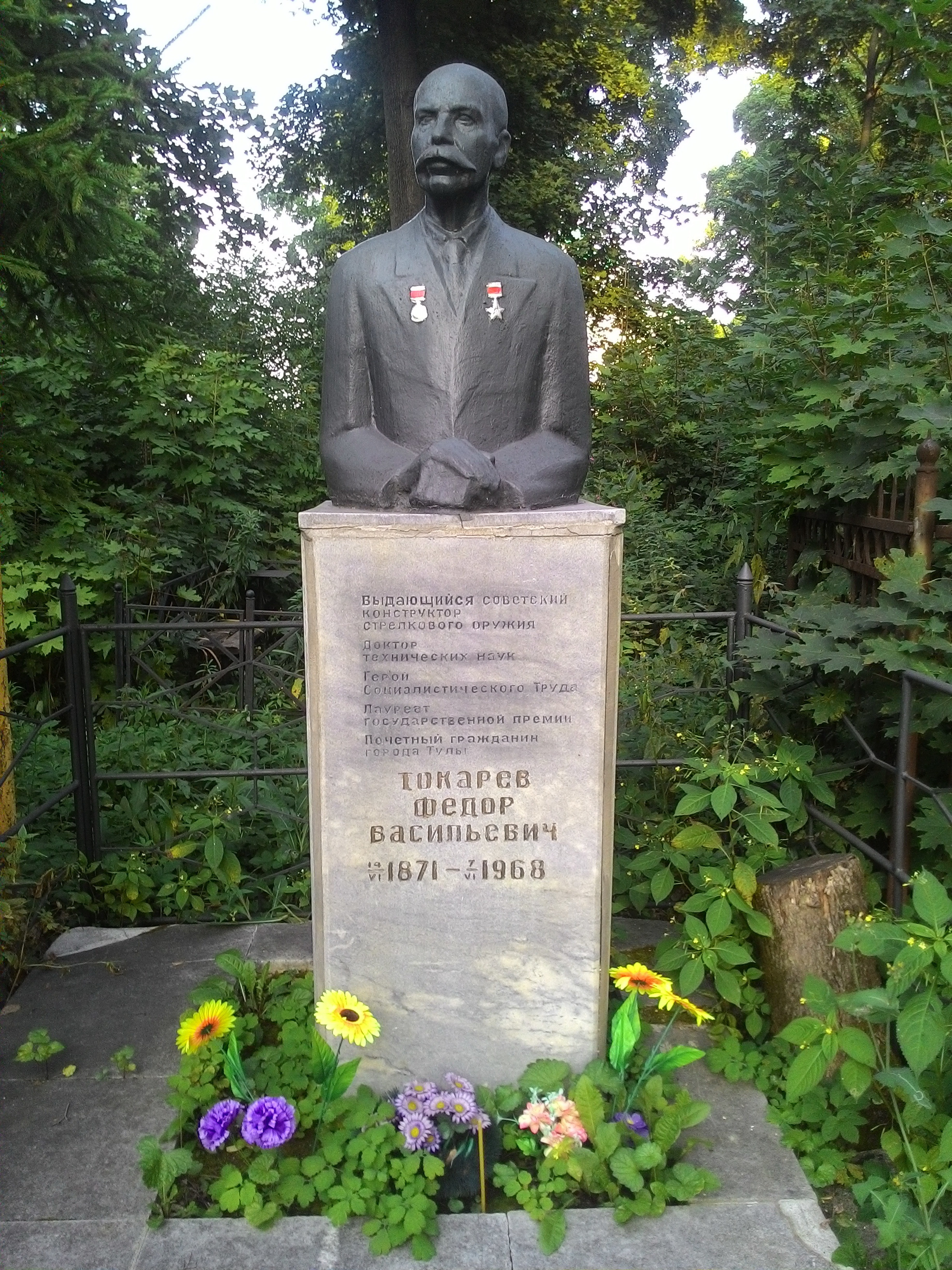
Поховання Федора Токарєва на Всехсвятському кладовищі міста Тули

Особливу увагу Токарєва привернув пістолет Colt 1911, системи Браунінга. Токарєв відзначив надзвичайно вдалу систему запирання затвора пістолета, і дещо спростивши, застосував у ТТ не тільки цю систему, але і всю компонувальну схему. Це був дуже вдалий вибір, схема Браунінга до нині вважається найбільш вдалою і використовується в сучасних пістолетах. Застосувавши схему Браунінга для патрона 7,62*25, Токарєву вдалося створити незвичайно потужний і компактний пістолет. Випробування виявили перевагу пістолета Токарєва над багатьма іншими за масою, габаритами та потужністю в різних умовах експлуатації.
У 1930 році на озброєння армії вступив розроблений Токарєвим самозарядний пістолет ТТ. Ним були також розроблені самозарядна гвинтівка зразка 1938 року (СВТ-38), самозарядна гвинтівка СВТ-40, які застосовувалися під час німецько-радянської війни.
У 1948 році Токарєв сконструював оригінальний фотоапарат для панорамної зйомки ФТ-1, випущений в невеликій кількості в 1948—1949 роках на Красногорському механічному заводі. Після суттєвої переробки заводськими конструкторами фотоапарат Токарєва під назвою ФТ-2 випускався з 1958 по 1965 роки.
Доктор технічних наук.
Помер 7 червня 1968 року в Москві. Похований в Тулі на Всехсвятському кладовищі.

## Розробки
- МТ (кулемет)
- Пістолет-кулемет Токарєва зразка 1927 року.
- Пістолет ТТ.
- СВТ-38.
- СВТ-40.
- АТ-44.

Модернізації
- Кулемет «Максим».
- Кулемет «Віккерс».

## Нагороди та премії
Російська імперія
- орден Святого Володимира IV ступеня з мечами і бантом.
- орден Святого Станіслава II ступеня з мечами.
- орден Святої Анни III ступеня з мечами і бантом.
- орден святого Станіслава III ступеня з мечами і бантом.
- орден Святої Ганни IV ступеня з написом «За хоробрість».
- премія в розмірі 1000 руб. від канцелярії Військового міністерства.

Радянський Союз
- Герой Соціалістичної Праці (28.10.1940)
- Герой Праці (20.02.1928)
- чотири ордени Леніна (07.03.1939; 28.10.1940; 22.06.1946; 14.06.1966)
- орден Суворова II ступеня (18.11.1944)[10]
- орден Вітчизняної війни I ступеня (16.09.1945)
- два ордена Трудового Червоного Прапора (02.07.1951; 13.06.1961)
- орден Червоної Зірки (21.02.1933)
- медалі
- Сталінська премія першого ступеня (1941) — за розробку конструкції нового типу стрілецького озброєння

## Пам'ять
- Меморіальна дошка в Москві, на стіні будинку, в якому жив Токарєв з 1943 по 1968 рік (вулиця Велика Полянка, 3/9).
- Меморіальна дошка в Тулі, на стіні будинку, в якому жив Токарєв з 1933 по 1941 рік (проспект Леніна, 67).
- Його ім'ям названо вулиці в українських — Євпаторії та Севастополі, а також, російських містах: Сестрорєцьк (Санкт-Петербург), Владимир, Ломоносов (Санкт-Петербург) і Тула. Його ім'я носить вулиця в станиці Мечетинська Ростовської області, в якій, за однією з версій,[2] народився зброяр.
- 19 вересня 2018 року, в День зброяра, в станиці Мечетинська Ростовської області відкрито пам'ятник Токарєву.
- 7 лютого 2020 року Банк Росії випустив в обіг пам'ятну монету номіналом 25 рублів «Конструктор зброї Ф. В. Токарєв» із серії «Зброя Великої Перемоги» (конструктори зброї) із зображенням пістолета ТТ[11];